# Roger Daltrey
Roger Harry Daltrey (født 1. marts 1944) er en engelsk musiker, sangskriver og skuespiller, bedst kendt som værende grundlæggeren og forsangeren for det engelske rock band The Who. Han har opretholdt en musikalsk karriere som solooptrædende kunstner, og har også arbejdet indenfor filmbranchen, hvor han har spillet med i mange film, skuespil og tvproduktioner, og har også produceret film.

## Diskografi
| Solo - Daltrey (1973) - Ride a Rock Horse (1975) - One of the Boys (1977) - McVicar (1980) - Parting Should Be Painless (1984) - Under a Raging Moon (1985) - Can't Wait to See the Movie (1987) - Rocks in the Head (1992) - As Long as I Have You (2018) | Collaborations with other artists - Going Back Home (2014) (med tidligere Dr. Feelgood guitarist Wilko Johnson) Andre udgivelser - Tommy (1972) (LSO version) - Tommy (1975) (soundtrack) - Lisztomania (1975) (soundtrack) |